# Illírek

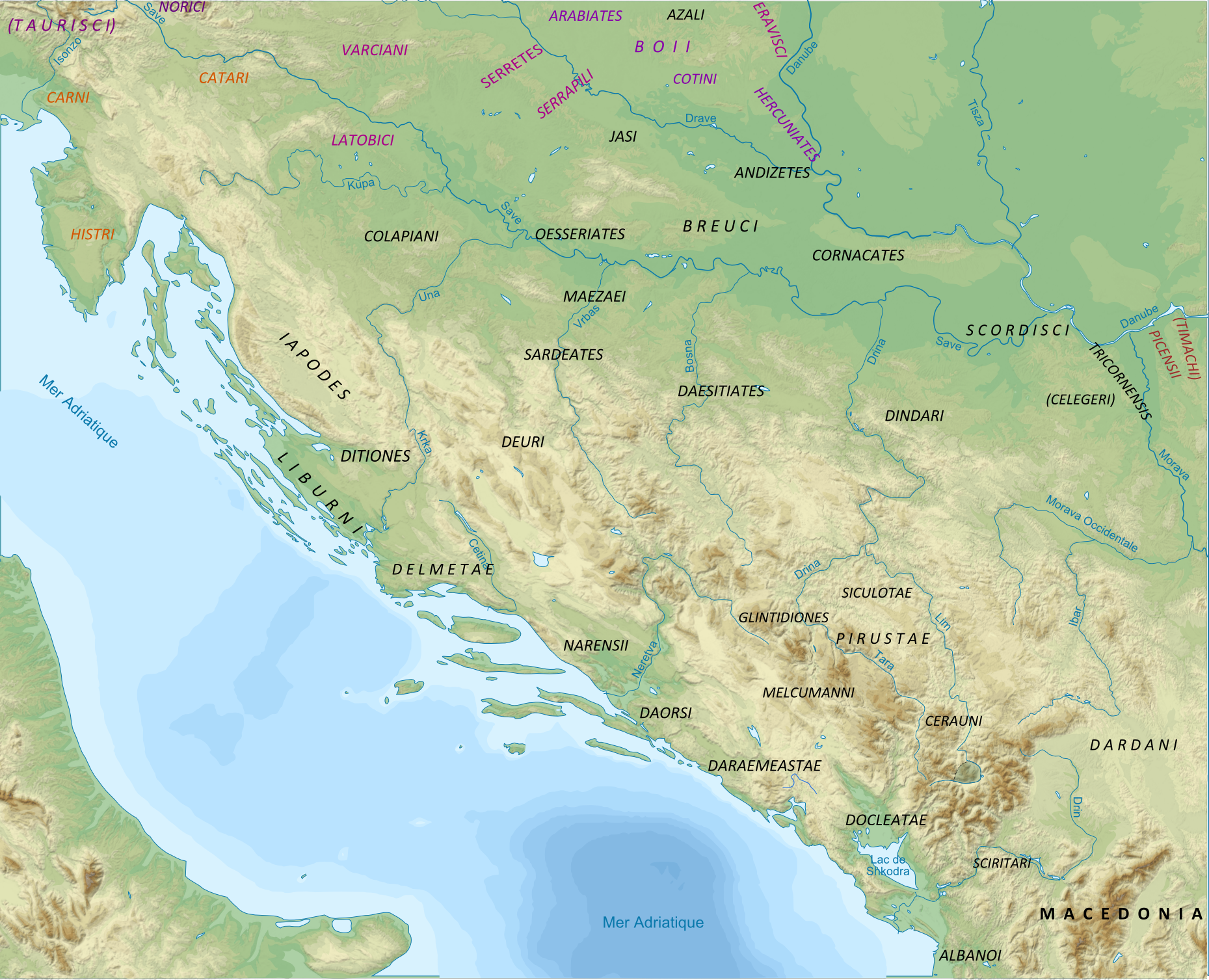
Az illíriai és pannóniai illír törzsek

Az illírek az ókorban az Adriai-tenger keleti partvidékén élt, indoeurópai nyelvet beszélő népek csoportja volt.

## Történetük
Őseik az i. e. 3. évezredben telepedtek le a Balkán-félsziget nyugati területein. A történettudomány hagyományosan az Isztriai-félsziget és a Píndosz közötti vidéket tekinti az illírek szállásterületének, amely keleten a trákokéval volt határos. Az írott történelmi források alapján megközelítőleg huszonöt illír törzs, illetve azoknak további regionális csoportjaik különíthetők el. A partvidék nevezetesebb illír törzsei a liburnok, dalmaták, ardiaták és epiróták voltak, a félsziget belsejében a dardánok, piruszták és paionok éltek. Elsősorban állattenyésztéssel és gyümölcstermesztéssel foglalkoztak, de egyes tengerparti illírek könnyű, fürge hajóikkal az Adria rettegett kalózai voltak. Az egymással is rivalizáló illír törzsek sokaságából az i. e. 4. században alakult meg az Illír Királyság, amelyet az i. e. 3. századtól a kalózportyáikról hírhedt ardiaták irányítottak. A Római Birodalom az i. e. 2. században leigázta az illír területek népét, akik az i. sz. 3. századig jórészt romanizálódtak.